# Everest (film)
Az Everest 2015-ben bemutatott amerikai–brit–izlandi életrajzi kaland-filmdráma, melyet Baltasar Kormákur rendezett. A főbb szerepekben Jason Clarke, Josh Brolin, Sam Worthington, Jake Gyllenhaal, Keira Knightley, Emily Watson, Martin Henderson és Michael Kelly látható. A történetet valós események ihlették: az 1996-os Mount Everest-i katasztrófában több hegymászó életét vesztette.
Az Amerikai Egyesült Államokban 2015. szeptember 25-én mutatták be. Magyarországon egy héttel hamarabb, szeptember 17-én került szinkronizálva a mozikba a UIP-Dunafilm forgalmazásában. Az Egyesült Királyságban szeptember 18-án jelent meg. Összességében pozitív kritikákat kapott és bevételi szempontból is sikeresnek bizonyult.

## Cselekmény
A világ legmagasabb csúcsára, a Mount Everestre egy időben több különböző, nagy létszámú expedíció indul el, amelyekben a profi vezetők mellett kevéssé gyakorlott turisták is részt vesznek.
Az egyik csoportot Scott Fischer vezeti, egy másikat pedig Rob Hall, aki pár évvel korábban találta ki a fizetős túra fogalmát és ezzel akaratlanul megtöbbszörözte az Everest megmászására indulók létszámát. Rob Hall arról nevezetes, hogy az általa vezetett túrákon az évek alatt még senki sem halt meg (ellentétben más csoportokkal). A történet során számos problémát okoz, hogy az egyes csapatok akadályozzák egymást, mivel egy-egy szűk helyen csak egyesével tudnak áthaladni, ezért várniuk kell egymásra. A csapatok nem is sejtik, mekkora veszélynek vannak kitéve: a túra során ugyanis hóviharral találják magukat szembe, emellett az életben maradásukhoz nélkülözhetetlen oxigénpalackokból hiány mutatkozik. Harcolniuk kell a hideg, a fáradtság és az oxigénhiány okozta zavarodottság ellen. A túlélés a tét, az idő pedig nagyon korlátozott.

## Szereplők
| Színész                                       | Szerep            | Magyar hang    |
| --------------------------------------------- | ----------------- | -------------- |
| Rob Hall, új-zélandi expedíciós csoportvezető | Jason Clarke      | Czvetkó Sándor |
| Scott Fischer, expedíciós csapat vezetője     | Jake Gyllenhaal   | Csőre Gábor    |
| Dr. Beck Weathers                             | Josh Brolin       | Kőszegi Ákos   |
| Doug Hansen, postás                           | John Hawkes       | Dolmány Attila |
| Peach, Weathers felesége                      | Robin Wright      | Spilák Klára   |
| Helen Wilton                                  | Emily Watson      | Götz Anna      |
| Jon Krakauer újságíró                         | Michael Kelly     | Jakab Csaba    |
| Jan Arnold, Hall várandós felesége            | Keira Knightley   | Major Melinda  |
| Guy Cotter                                    | Sam Worthington   | Miller Zoltán  |
| Andy "Harold" Harris                          | Martin Henderson  | Varga Gábor    |
| Dr. Caroline Mackenzie                        | Elizabeth Debicki | Varga Lili     |

## Fogadtatás
A Metacritic oldalán a film értékelése 64% a 100-ból, ami 11 véleményen alapul. A Rotten Tomatoeson az Everest 69%-os minősítést kapott, 16 értékelés alapján.

## Fordítás
- Ez a szócikk részben vagy egészben  az   Everest (2015 film) című angol Wikipédia-szócikk ezen változatának fordításán alapul.  Az eredeti cikk szerkesztőit annak laptörténete sorolja fel. Ez a jelzés csupán a megfogalmazás eredetét és a szerzői jogokat jelzi, nem szolgál a cikkben szereplő információk forrásmegjelöléseként.